# Albert Girard

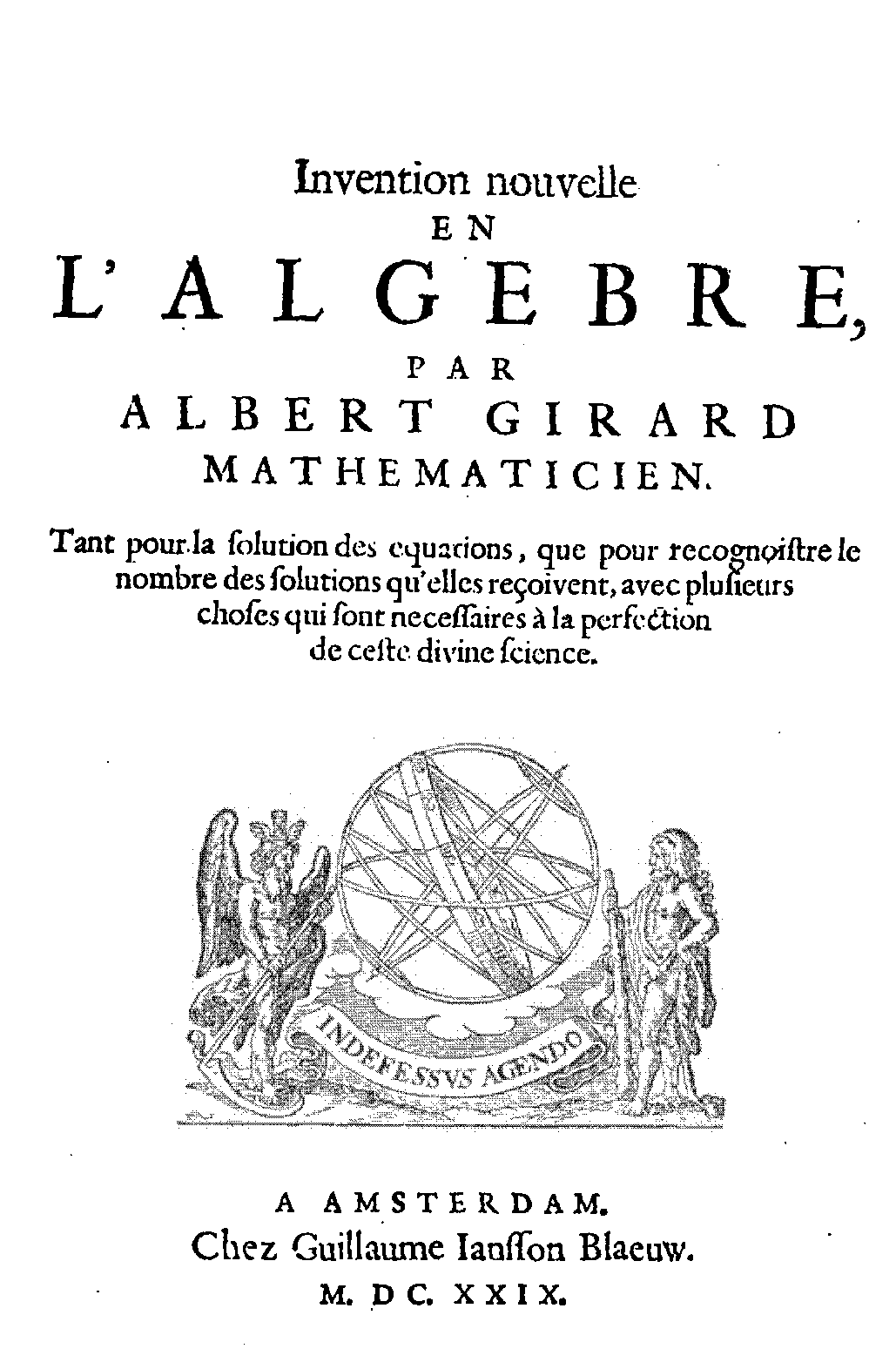
Copertina del libro "Invention nouvelle en l'Algèbre" di Albert Girard, pubblicato da Blauew ad Amsterdam nel 1619

Albert Girard (1595 – 1632) è stato un matematico francese.

## Biografia
Albert Girard studiò all'Università di Leida. Secondo l'archivio MacTutor "egli era già arrivato a definire il teorema fondamentale dell'algebra" e fornì una definizione induttiva per i numeri di Fibonacci.
Egli fu il primo ad utilizzare le abbreviazioni sin, cos e tan in un trattato. Secondo Ivan M. Niven, Girard fu il primo ad affermare, nel 1632, che ogni numero primo congruo a 1 mod 4 era la somma di due quadrati in esattamente un unico modo (vedi anche il teorema di Fermat sulle somme di due quadrati).
Secondo l'opinione di Charles Hutton, come riportato da Funkhouser (1930), Girard fu 

[...] il primo a comprendere la dottrina generale della formazione dei coefficienti delle potenze dalla somma delle radici e dai loro prodotti. Fu inoltre il primo a scoprire le regole per sommare le potenze delle radici di una qualsiasi equazione.

Nel suo articolo, Funkhouser colloca il lavoro di Girard nella storia dello studio delle funzioni simmetriche. Nel suo lavoro sulla teoria delle equazioni, Lagrange cita Girard. Inoltre, più tardi, nel XIX secolo, il suo lavoro contribuì alla creazione della teoria dei gruppi ad opera di Cauchy, Galois e altri.